# Playa de Las Rubias
La playa de Las Rubias se encuentra en el concejo asturiano de Cudillero y pertenece a la localidad española de Villademar.

## Descripción
La playa tiene forma de concha, una longitud de unos 500 m y una anchura media de unos 20 m.
Sus accesos son muy difíciles teniendo que deslizarse por los acantilados, bastante verticales, y con necesidad de utilizar una cuerda en el último tramo.
La playa, forma parte de la Costa Occidental de Asturias y está catalogada como Paisaje protegido, ZEPA y LIC.
Para acceder a esta playa hay que localizar previamente el lugar más cercano que es el pueblo de Villademar. Para ello hay que desviarse en la N 634, dirección Galicia, en el tramo recto que conduce a Cudillero oeste y al llegar a Villademar coger un camino que es perpendicular y hacia la izquierda a la dirección que se traía. A unos 150 m hay unas vías de tren y más adelante se llega a unos prados desde donde se ve la playa. Para verla mejor hay que andar por arriba de los acantilados y hacia el oeste, tomando las precauciones necesarias de distancia de seguridad a ellos, unos 50 m. Este es el punto desde donde mejor se ve la concha. Hay otra forma de llegar a la playa que es desde la vecina Playa de La Corbera aprovechando la bajamar lo cual no está exento de peligro ya que hay que estar muy atento a la marea para no quedar encerrado. A pesar de lo dicho, no es recomendable descender a esta playa.